# Richard Wemmer
Richard „Richi“ Wemmer (* 18. Februar 1981 in Graz) ist ein ehemaliger österreichischer Fußballspieler, der mittlerweile als Trainer tätig ist.

## Karriere
Richard Wemmer begann seine Karriere in der Jugendmannschaft des SK Sturm Graz. 2002 rückte er in den Kader der ersten Mannschaft auf, kam jedoch zu keinem Pflichtspieleinsatz. 2003 wechselte er in die Regionalliga Mitte zum TSV Hartberg. Nach nur einem Jahr ging er innerhalb der Steiermark weiter zum FC Gratkorn, wo er bis 2008 in der Ersten Liga aktiv war.
Von Jänner 2008 bis Sommer 2009 war er in der Bundesliga beim LASK Linz unter Vertrag. Sein Debüt in der höchsten österreichischen Spielklasse gab Wemmer am 22. Februar 2008 gegen seinen früheren Verein Sturm Graz. Der LASK Linz gewann gegen die Grazer mit 2:1, Wemmer wurde in der 62. Minute ausgewechselt.
Da ihn der damalige LASK-Trainer Andrej Panadić bei der Zusammenstellung der Mannschaft meist ignoriert hatte, ging er auf die Suche nach einem neuen Verein. Am 14. August unterzeichnete er schließlich einen Leihvertrag mit dem Adeg-Erstligisten Red Bull Juniors, welchen er im Sommer 2009 Richtung Slowakei verließ. Wemmer unterschrieb beim DAC Dunajská Streda, wo der Österreicher Kurt Garger das Trainerzepter führt. Sein Debüt in der Corgoň liga gab der Steirer am 22. August 2009 gegen den FK Dukla Banská Bystrica, als er in der 26. Minute für den Mazedonier Ilami Halimi eingewechselt wurde. Das Spiel ging mit 0:2 verloren.
Ab Anfang 2010 spielte Wemmer bei Ost-Regionalligisten SV Horn, wo er sich als eine Stütze der Mannschaft etablieren konnte. Ab der Saison 2013/14 spielte Wemmer beim Grazer AC, der in weiterer Folge zum Grazer AK umgeformt wurde. Dem Verein gehörte er bis zum Sommer 2016 an, wurde in dieser Zeit dreimal Meister (1. Klasse Mitte A, Gebietsliga Mitte und Unterliga Mitte) und erzielte 76 Tore in 63 Meisterschaftsspielen. Danach ließ er seine Karriere bei der Union Natschbach-Loipersbach in der 2. Klasse Wechsel ausklingen. Im Sommer 2018 übernahm er zusammen mit dem Ex-Profi Sandro Lindschinger als Trainer-Duo die Kampfmannschaft des USV Kainbach-Hönigtal mit Spielbetrieb in der sechstklassigen Unterliga Mitte. Dort hatte er auch seinen Spielerpass hinterlegt und setzte sich im März 2020 selbst in einem Freundschaftsspiel ein.
Zu Jahresbeginn 2023 hinterlegte er seinen Spielerpass beim Sechstligisten SVU St. Stefan/Stainz, bei dem er ab dieser Zeit auch als Trainer in Erscheinung trat, und brachte es neben einem Einsatz in der Vorbereitung, als er auch ein Tor erzielte, zu einem einzigen Kurzeinsatz in der Gebietsliga West. Im Sommer 2023 übernahm Wemmer das Traineramt beim Sechstligisten SV Raaba-Grambach mit Spielbetrieb in der Unterliga Mitte, wo er zusätzlich auch die Funktion als Sektionsleiter innehat.